# Maiao
Maiao (in tahitiano: Mai’ao) è un'isola della Polinesia Francese. Più precisamente, si trova nell'arcipelago delle Isole del Vento, parte delle Isole della Società. Il capoluogo della zona è il comune associato di Moorea-Maiao. Maiao ha due laghi: il lago Rotoiti (a nord) e il lago Rotorahi (a est). Il sindaco locale è Henri Brothers, riconfermato tale dopo le ultime elezioni comunali.

## Geografia
L'isola è formata da due zone: una "montuosa" e l'altra pianeggiante. Quella "montuosa" arriva a 154 m s.l.m. mentre quella pianeggiante (chiamata anche motu) è proprio a 0 metri d'altitudine. Sulla costa, a volte soffiano dei venticelli rinfrescanti. La formazione racchiude due lagune particolarmente salate chiamate Roto Iti e Roto Rahi. Tutte le lagune (poiché ce ne sono altre di minore importanza) sono collegate tra di loro e al mare aperto con canali strettissimi.

## Demografia
La popolazione è composta in prevalenza da giovani, parlanti per la maggior parte la lingua tahitiana. Questo è il motivo per cui a scuola l'obiettivo principale è saper parlare il francese mantenendo vive le tradizioni locali. Sull'isola vivono 299 persone (censimento dell'agosto 2007)..
La popolazione era di 220 abitanti nel 1977. Nel 1983 gli abitanti diventarono 190 (record minimo storico dall'inizio degli anni 1970). Fino al 2002 la popolazione continuò a crescere fino a 324 (record massimo storico dell'inizio degli anni 1970). Dal censimento del 2007 è emerso che il numero di abitanti sta di nuovo calando. Il prossimo censimento dovrebbe avvenire nel 2012 o nel 2013.